# Kastilské království
Kastilské království (španělsky Reino de Castilla) byl středověký stát na Pyrenejském poloostrově s proměnlivým územním rozsahem. Existovalo v letech 1035–1230, zprvu jako Kastilské hrabství (Condado de Castilla) a následně od roku 1065 jako království. Královskou rezidencí bylo město Burgos.

## Historie

### Kastilské hrabství
Kastilské hrabství bylo nejvýchodnější částí království León. Kastilský hrabě tak byl vazalem leónského krále. Závislost na Leónu postupně slábla a kastilský hrabě Sancho pojistil moc svého rodu také výhodnými sňatky svých dcer; Munu Elviru provdal za Sancha Navarrského a Urraku za Bermuda III. Leonského. Když syn Sancha I. Navarrského Garcia II. Sanchez byl po krátké vládě roku 1029 zavražděn, jeho otec král navarrský Sancho se zmocnil Kastilie jménem své manželky a udělil ji před svou smrti (1035) svému synovi Ferdinandovi I. jako království. Tím byla odstraněna závislosti Kastilie na Leónu. Ferdinand pak v roce 1037, když leónský král Bermudo III. padl v bitvě proti Ferdinandovi I. a nezanechal po sobě dědice, ovládl Ferdinand I. i království León.

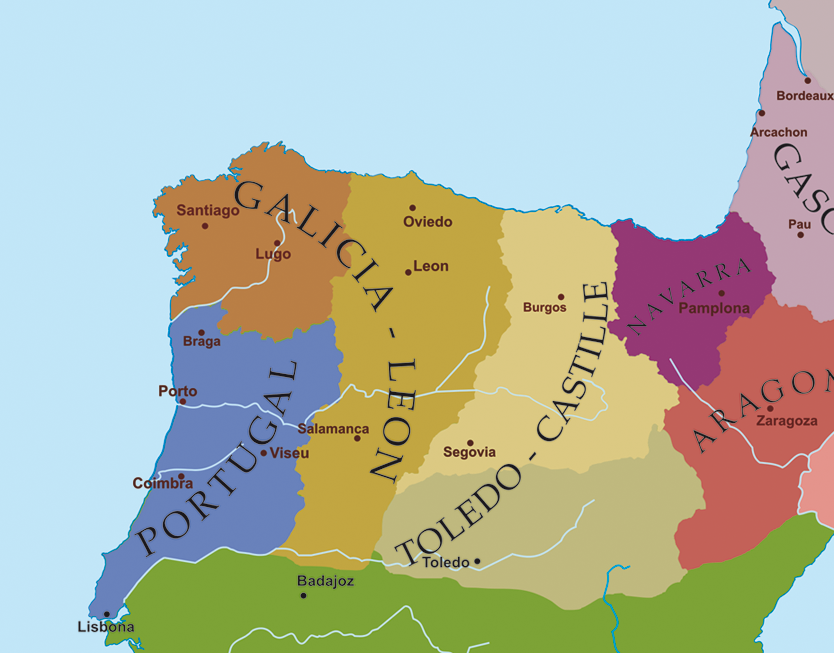
Křesťanská království ve 12. století

Na atlantickém pobřeží v jižní části království León bylo během vlády krále Alfonse VI. Kastilského založeno roku 1093 Portugalské hrabství a nabídnuto Jindřichu Burgundskému. Vnuk hraběte Jindřicha a kastilského krále Alfonse VI., hrabě Alfons I. Dobyvatel vyhlásil v roce 1128 nezávislost svého hrabství na Leónském království, s nímž musel svést několik bitev. Nakonec po vítězství v bitvě u Ourique byl 26. červenec 1139 vojskem provolán za portugalského krále a jako první kastilský král se prohlašoval Císařem celé Hispánie.

### Unie s Leónem a povýšení na království

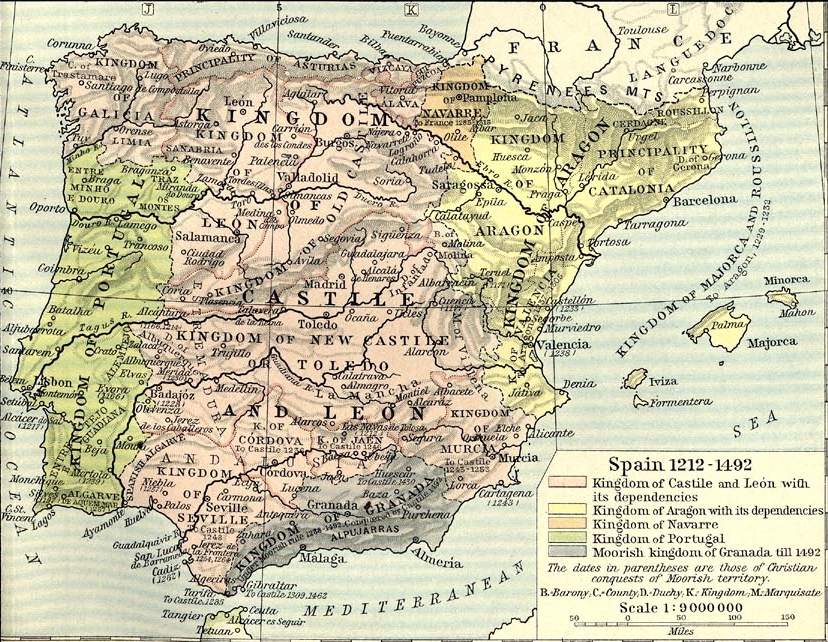
Země Kastilské koruny

První unie s Leónem proběhla tedy za vlády krále Ferdinanda I. v letech 1037–1065. Ten své země rozdělil mezi své syny. Nejprve se Kastilie a Leónu ujal prvorozený syn Sancho II., který se také stal prvním králem Kastilie, ale jeho vláda neměla dlouhého trváním. Po celou dobu bojoval s bratry o území. V říjnu 1072 byl zabit při obléhání Zamory. Toho roku se Ferdinandův druhorozený syn Alfons VI. stal králem Leónu a Kastilie. Po jeho smrti se jeho sestra Urraca Kastilská stala jak královnou Galicie, Kastilie i Leónu v letech 1109–1126. Jelikož ale byla posledním vládnoucím členem Navarrské dynastie připadl po její smrti trůn burgundsko-ivrejské dynastii. Její syn Alfons VII. Kastilský byl v letech 1126–1157 králem Kastilie a Leónu, čímž obě země opět utvořily unii.
Za vlády jeho vnuka Ferdinanda III. opět a natrvalo vytvořily obě země unii resp. země kastilské koruny. Každý další kastilský král byl zároveň králem Leónu (a Galicie). Tím samostatné vlastně kastilské království přestalo existovat jako nezávislý stát, ale stalo se základem soustátí pod vládou kastilského krále, v němž měla právě Kastilie zvláštní postavení.